# دان جودفريد
دان جودفريد (بالإنجليزية: Dan Godfread) مواليد 14 يونيو 1967 في فورت واين، هو لاعب كرة سلة أمريكي معتزل. يبلغ طوله 6 قدم 10 بوصة (2.1 م).

## المسيرة الاحترافية
لعب مع مينيسوتا تمبر ولفز في موسم 1990–1991، ثم لعب مع هيوستن روكتس في سنة 1991، ثم لعب مع أندورا في الدوري الإسباني من سنة 1992 إلى 1994، ثم لعب مع إشبيلية في موسم 1994–1995، ثم لعب مع برشلونة في الدوري الإسباني في موسم 1995–1996، ثم لعب مع أولكرسبور في موسم 1996–1997، ثم لعب مع قصرش في الدوري الإسباني في سنة 1997.

## روابط خارجية
- دان جودفريد على موقع إن بي أي (الإنجليزية)
- دان جودفريد على موقع سبورتس رفرنس (الإنجليزية)
- دان جودفريد على موقع الدوري الإسباني لكرة السلة (الإسبانية)
- دان جودفريد على موقع كرة السلة الأوروبية.كوم (الإنجليزية)
- دان جودفريد على موقع كلية كرة السلة في سبورتس رفرنس.كوم (الإنجليزية)
- دان جودفريد على موقع ريلجم (الإنجليزية)
- دان جودفريد على موقع بروبوليرز (الإنجليزية)